# Never more
Never more roman je hrvatskoga književnika Ranka Marinkovića.

## Povijest
Roman je objavljen 1993. godine u Zagrebu u nakladi Izdanja Antibarbarus. Drugo izdanje objavljeno je 2008. godine u nakladi Školske knjige kao drugi svezak Sabranih djela Ranka Marinkovića. Godine 1994. roman je osvojio Nagradu Ivan Goran Kovačić.

## Sadržaj
Glavni lik romana je Mateo Bartol Svilić, otočanin, student povijesti u Zagrebu u razdoblju neposredno prije početka Drugog svjetskog rata. Stanuje i prijateljuje sa svojim zemljakom, propalim studentom Longinom. Zaljubljuje se u Itu, čiji je brat Mateo pripadnik ilegalne organizacije. Njega vlast uhićuje i pogubljuje, kao i Itu.
Počinje rat i Bartol se odlučuje vratiti u rodno mjesto jer smatra da će tako izbjeći mobilizaciju i upletenost u trenutna društvena zbivanja. Tijekom putovanja vlakom do obale susreće bivšeg žandara Marka "Bezuhova", koji tijekom putovanja biva uhićen od nove vlasti. Bartol uspijeva doći do otoka, ali shvaća da su društvena zbivanja od kojih pokušava pobjeći i ovdje prisutna, čak i u njegovoj obitelji. Longo također pokušava izbjeći vlastima i glumi luđaka, ali biva zatvoren.
Bartola, unatoč njegovim pokušajima da ostane neupadljiv pokret otpora novoj vlasti pokušava vrbovati preko svog pripadnika Maće. Bartol se tome pokušava othrvati, ali i Maća i on u tom sukobu smrtno stradavaju.
Svi likovi u romanu tjeskobni su i zabrinuti jer se osjećaju uhvaćenima društenim zbivanjima koja ih uništavaju, a ne vide izlaz. Naslov romana je stih pjesme Edgara Allana Poea Gavran. Podnaslovom djela roman fuga Marinković pokušava reći kako je Bartolov život, ali i život svakoga čovjeka poput fuge, glazbenog oblika u kojem se neprestano ponavljaju isti motivi i iz kojeg je bijeg nemoguć. Odabirom vremena radnje romana autor također pokušava pobjeći iz svakodnevice u kojoj živi, kao što i samim stvaranjem pokušava izbjeći vlastito nestajanje.